# Argiacris militaris
Argiacris militaris är en insektsart som först beskrevs av Scudder, S.H. 1897.  Argiacris militaris ingår i släktet Argiacris och familjen gräshoppor.

## Underarter
Arten delas in i följande underarter:
- A. m. militaris
- A. m. laticerca